# Barry Trotter
Barry Trotter is de hoofdpersoon van een serie boeken geschreven door Michael Gerber. De boeken zijn een parodie op de populaire Harry Potter serie. Het eerste deel is op dit moment in een vijftal verschillende talen uitgebracht, maar een Nederlandse vertaling laat nog op zich wachten.
De serie bestaat op dit moment uit 3 boeken. Of er nog een volgend deel zal volgen is nog onbekend.

## De Boeken
- Barry Trotter and the Unauthorized Parody (2001)

Barry is 22 jaar en zit nog steeds op Hogwash omdat hij zo beroemd is dat hij elk schooljaar honderden leerlingen, leraren en groupies aantrekt. Dit jaar zal hij zijn luie leventje echter moeten opgeven omdat hij van professor Bumblemore opdracht krijgt om de film die over Barry wordt gemaakt tegen te houden.
- Barry Trotter and the Unnecessary Sequel (2003)

In deel 2 is Barry al 38 en heeft hij samen met Ermine een zoon en een dochter. Zoon Nigel is helemaal niet zo magisch als zijn ouders, maar hij wordt toch naar Hogwash gestuurd. Barry en Ermine worden na een serie gebeurtenissen zelfs hoofden van hogwash.
- Barry Trotter and the Dead Horse (2004)

In dit deel komen we Barry in zijn jongere jaren tegen. Onder regressie-therapie gaat Barry terug naar zijn verleden. We lezen onder meer hoe Lon aan het gat in zijn hoofd komt.

## De Personages
- Barry Trotter is een beroemde tovenaar met een ronde bril, een Interrobang (combinatie van vraagteken en uitroepteken) op zijn voorhoofd en een slecht karakter.
- Ermine Cringer is een geniale en nymfomanische heks, en redelijk betrouwbare vriendin van Barry. Later is ze zelfs getrouwd met Barry.
- Lon Measly is zo trouw als een hond, en even intelligent door een Quiddit ongeluk waarbij een bal door zijn hoofd vloog. Mevrouw Pommefritte kon hem nog redden door de hersens van een golden retriever in zijn schedel te plaatsen, en een muts en kurk om het gat dicht te houden.
- Alpo Bumblemore seksueel pervers schoolhoofd van Hogwash.
- Terry Valumart aartsvijand van Barry, probeert hem altijd te vermoorden. Leider van de Dork Side.